# Brivio
Brivio ist eine Gemeinde mit 4419 Einwohnern (Stand 31. Dezember 2023) in der Provinz Lecco, Region Lombardei.

## Geographie
Die Gemeinde umfasst die Fraktionen Bella Venezia, Beverate, Foppaluera, Toffo und Vaccarezza. Im Jahr 1971 hatte die Gemeinde Brivio eine Fläche von 795 Hektar.
Die Nachbargemeinde sind Airuno, Calco, Calolziocorte, Cisano Bergamasco, Monte Marenzo, Olgiate Molgora, Olginate, Pontida und Villa d’Adda.

### Entfernungen
- 15 km bis Lecco
- 23 km bis Bergamo
- 35 km bis Como
- 40 km bis Mailand

## Geschichte
Das älteste Dokument, das die Existenz des Dorfes Brivio belegt, ist jedoch eine notarielle Urkunde aus dem Jahr 960 über eine Schenkung des Alcherius, Herr von Airuno, an die plebejische Kirche von Sant’Alessandro. In dieser Zeit war Brivio ein Castrum. In Wirklichkeit war der Kern von Brivio bereits in Römerzeit bewohnt, wie einige Marmorplatten aus dem 3. und 4. Jahrhundert belegen.
Ursprünglich bestand das Dorf Brivio aus zwei Weilern, die durch die  Add getrennt waren. Am Ostufer befand sich das Brivium da za (heute La Sosta di Cisano Bergamasco), ein Teil, in dem sich einige Häuser befanden (u. a. das der Familie Vimercati, der lokalen Gutsherren und Grundbesitzer des Val Martinos); am Westufer lag das Brivium de là, wo sich weitere Häuser, ein Schloss und zwei Kirchen befanden: die Kirche San Leonardo und die plebanische Kirche der Heiligen Sisinnio, Martirio und Alessandro.
Im Jahr 1445 wurde Brivio von der Miliz der Republik Venedig erobert, die eine Brücke errichtete, die die beiden Ufer miteinander verband. Als die Adda im Frieden von Lodi als Staatsgrenze zwischen der Serenissima und dem Herzogtum Mailand festgelegt wurde, wurde die Brücke abgerissen; Brivio entwickelte sich am linken Ufer des Flusses und war viele Jahre lang eine Grenzstadt.
Im Jahr 1726, während des Königreichs Lombardo-Venetien, umfasste die Pieve Brivio folgende Gemeinden: Verderio Superiore und Inferiore, Merate, Novate, Imbersago, Pianezzo, Brivio, Porchera, Calco, Robbiate, Mondonico, Olgiate, Bagaggera, Aizurro, Sartirana, Paderno, Airuno, Beverate, Arlate und Sabbioncello.
Bei der Gründung des Königreichs Italien im Jahr 1861 hatte die Gemeinde 2.073 Einwohner (Volkszählung 1861). Nach dem Gemeindegesetz von 1865 wurde die Gemeinde von einem Bürgermeister, einer Junta und einem Rat verwaltet. Im Jahr 1867 wurde die Gemeinde in denselben Bezirk, Kreis und dieselbe Provinz eingegliedert (Verwaltungsbezirk 1867). Im Jahr 1888 wurden bei Ausgrabungsarbeiten an der Stelle des alten Baptisteriums zwei alte Reliquienschreine gefunden. Während von der ersten aus Marmor alle Spuren verloren gegangen sind, wird die zweite im Pariser Louvre aufbewahrt und ist ein Zeugnis der frühchristlichen Kunst. Es handelt sich um eine Capsella, eine kleine Schatulle von elliptischer Form, die aus Silberfolie mit Prägungen gefertigt und mit vergoldeten Teilen versehen ist. Der Reliquienschrein, auf dem die Auferstehung des Lazarus und die Anbetung der Könige abgebildet sind.
Im Jahr 1924 wurde die Gemeinde in den Bezirk Lecco der Provinz Como eingegliedert. Nach der Gemeindereform im Jahr 1926 wurde die Gemeinde von einem Podestà verwaltet. Nach der Gemeindereform von 1946 wurde die Gemeinde Brivio von einem Bürgermeister, einer Junta und einem Gemeinderat verwaltet. Im Jahr 1971 hatte die Gemeinde Brivio eine Fläche von 792 Hektar.

## Sehenswürdigkeiten

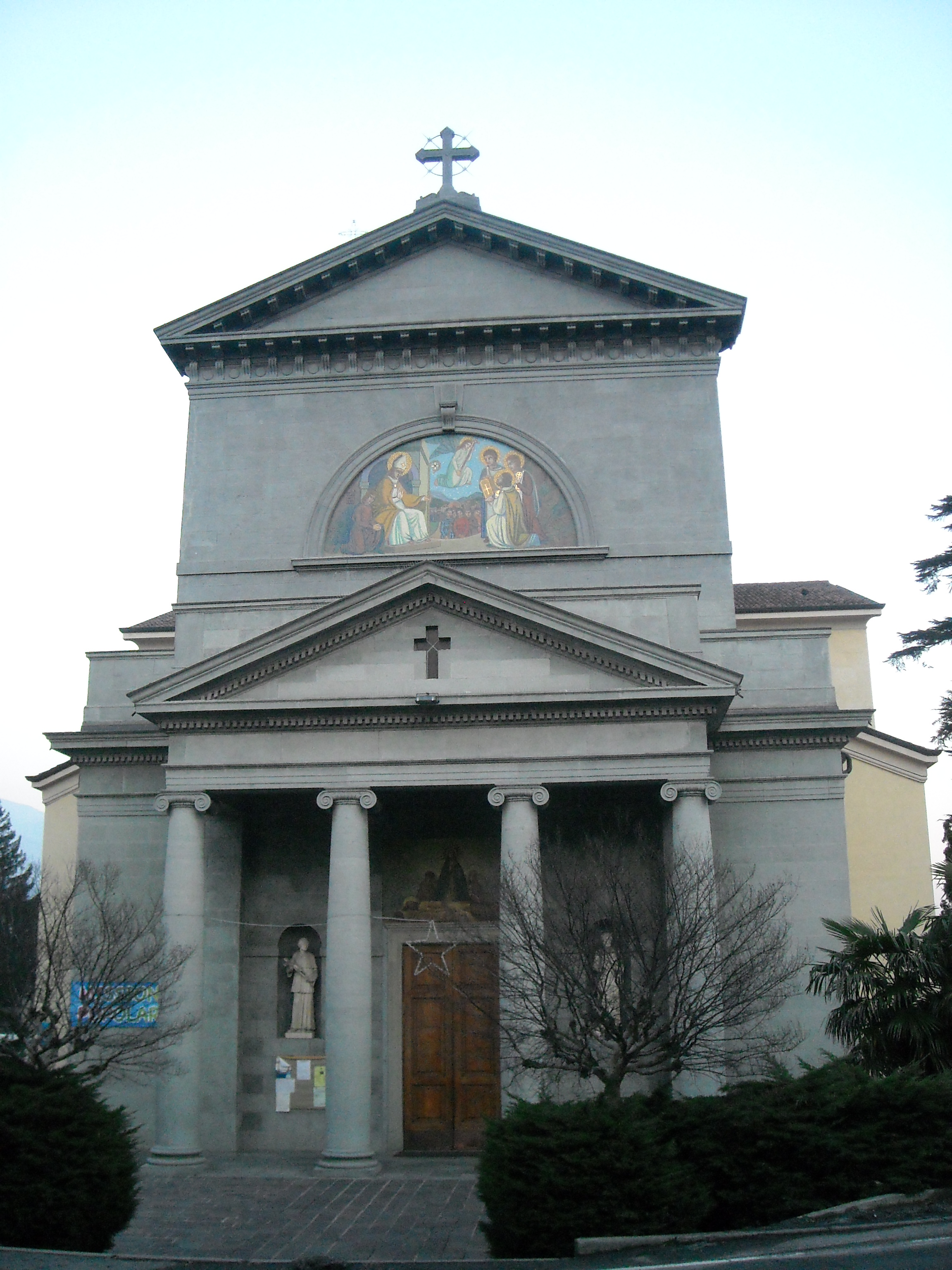
Pfarrkirche Santi Sisinnio, Martirio e Alessandro (Plan), Architekt Carlo Amati
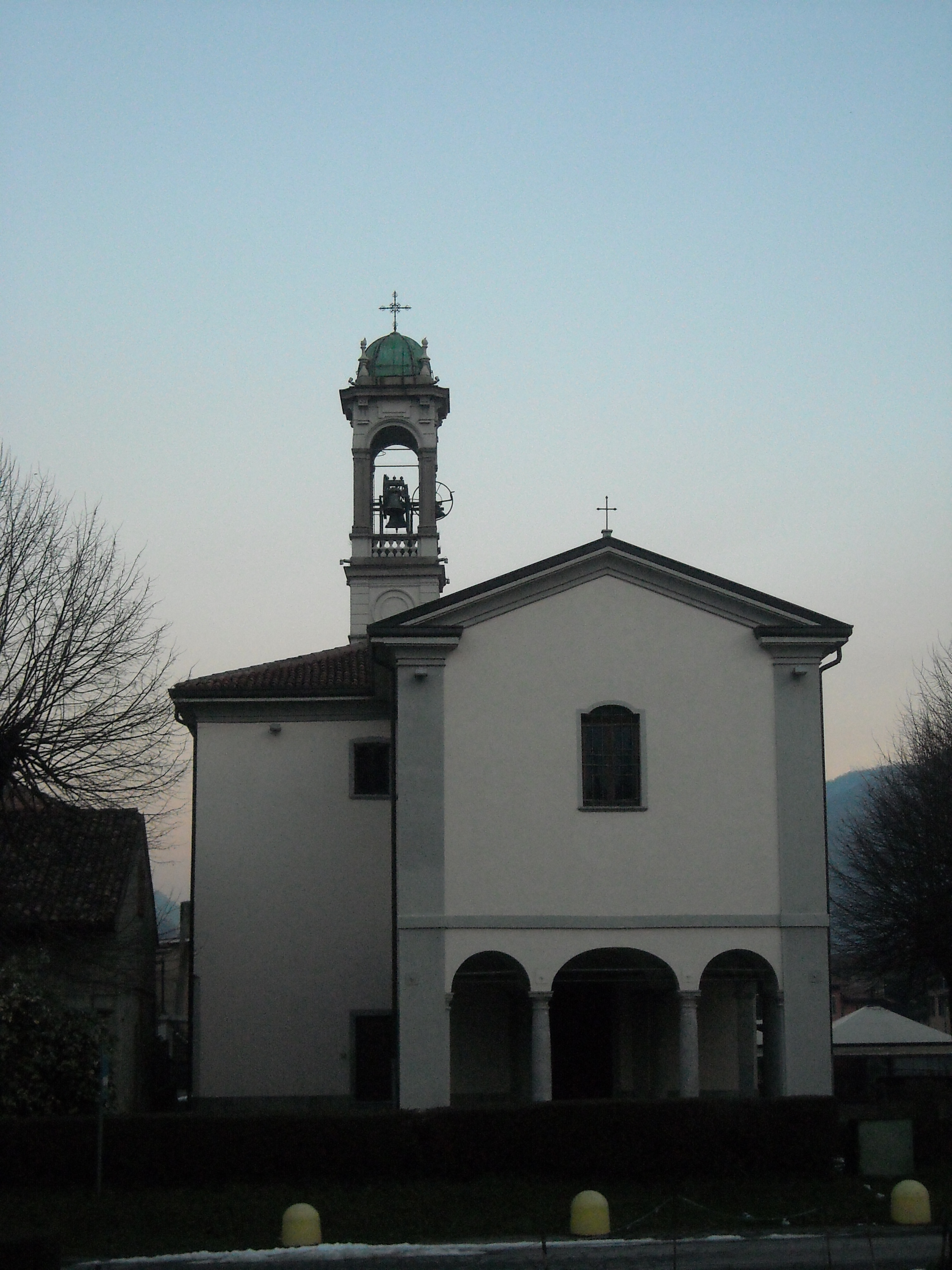
Oratorium San Leonardo
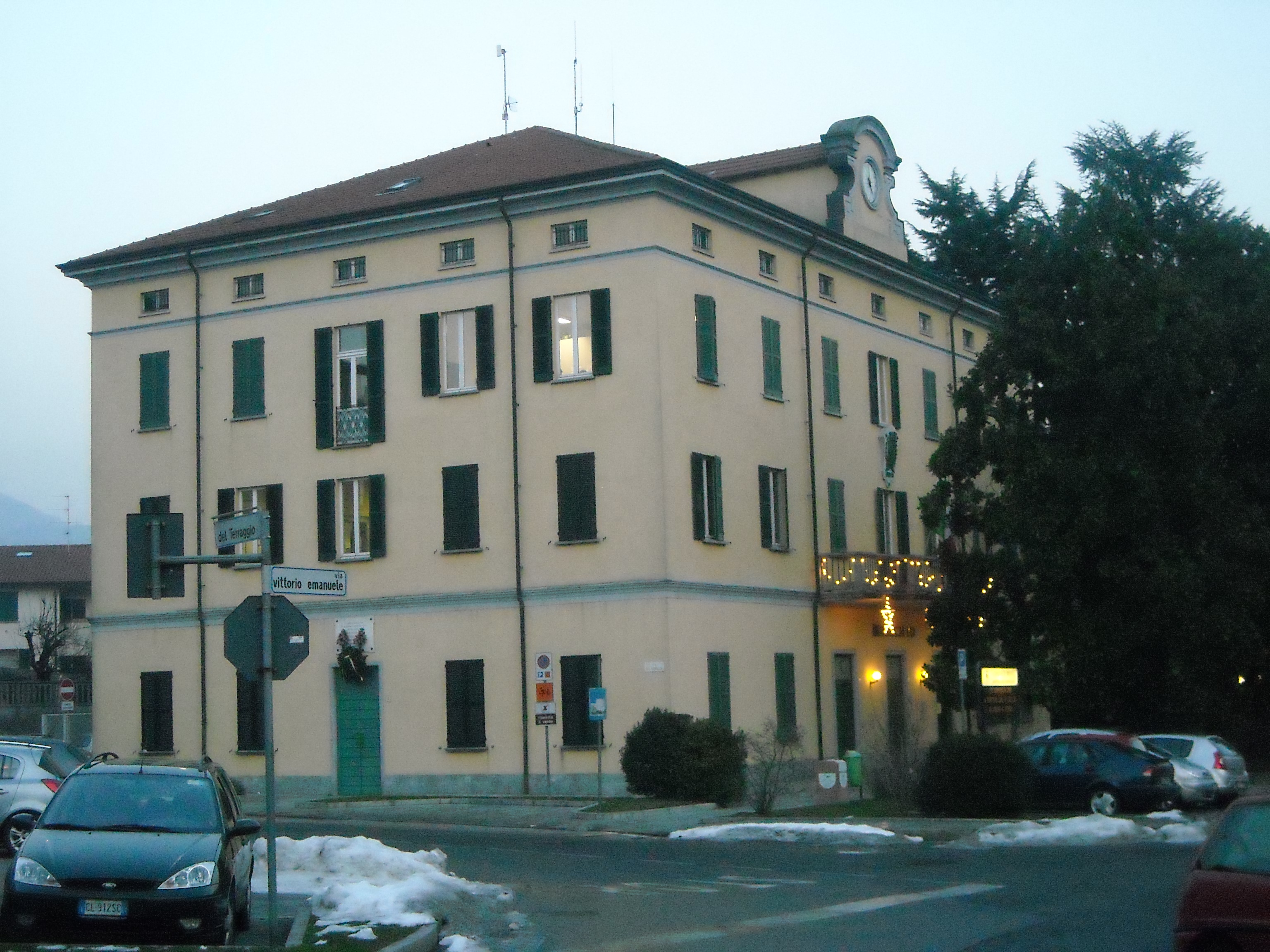
Gemeindehaus
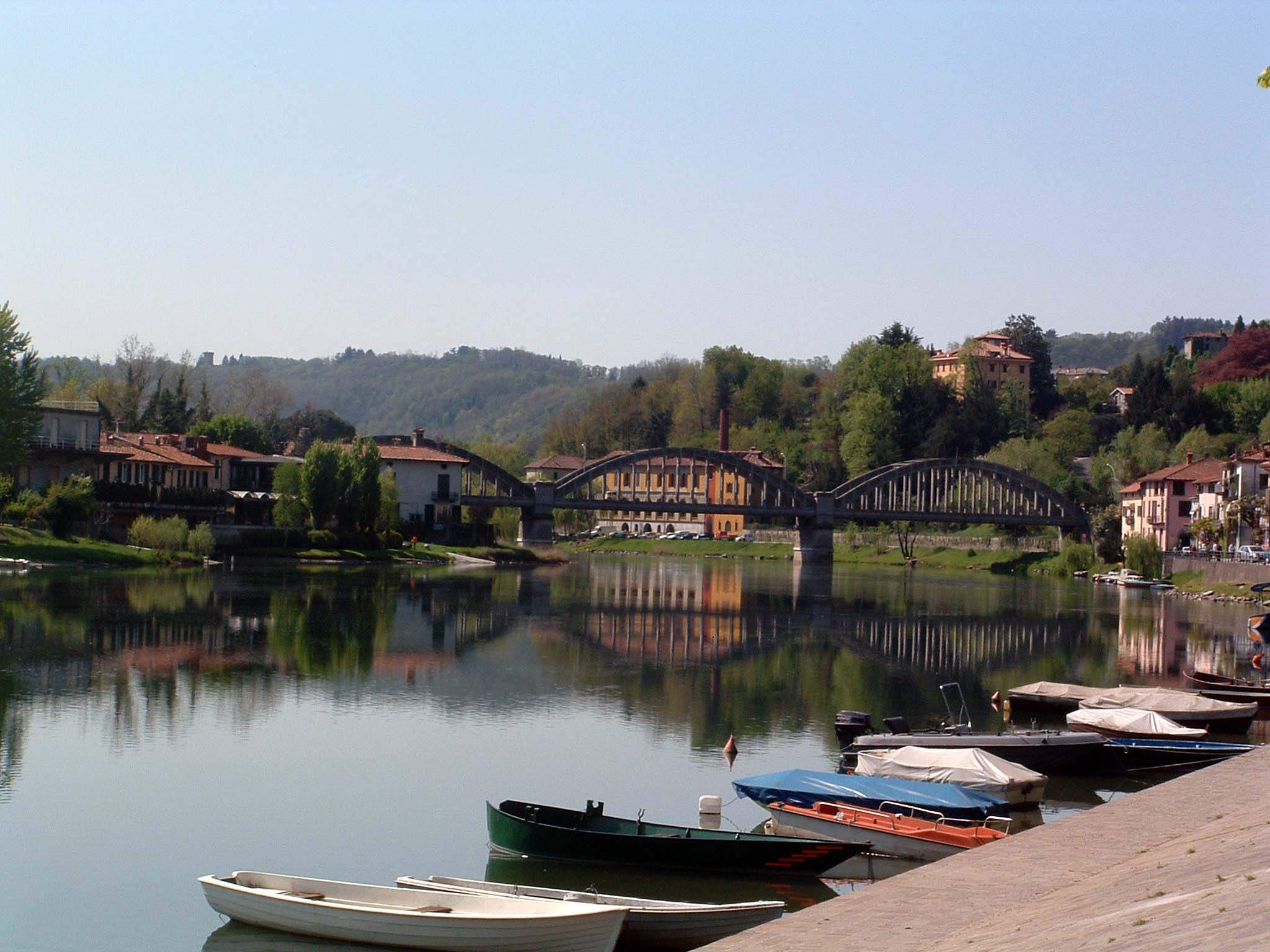
Brücke über Adda
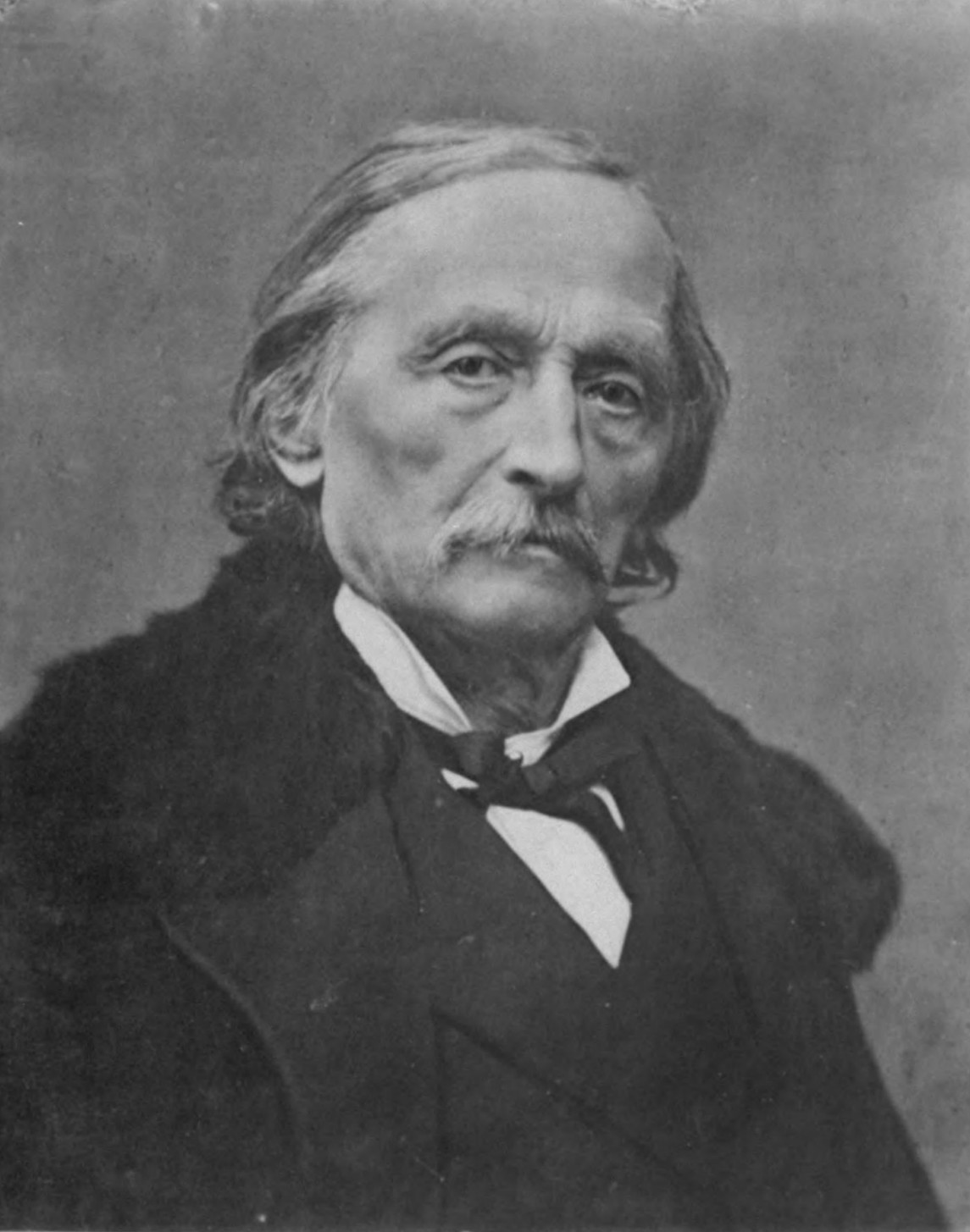
Cesare Cantù

- Brivio und Adda Fluss[3]

## Einzelnachweise

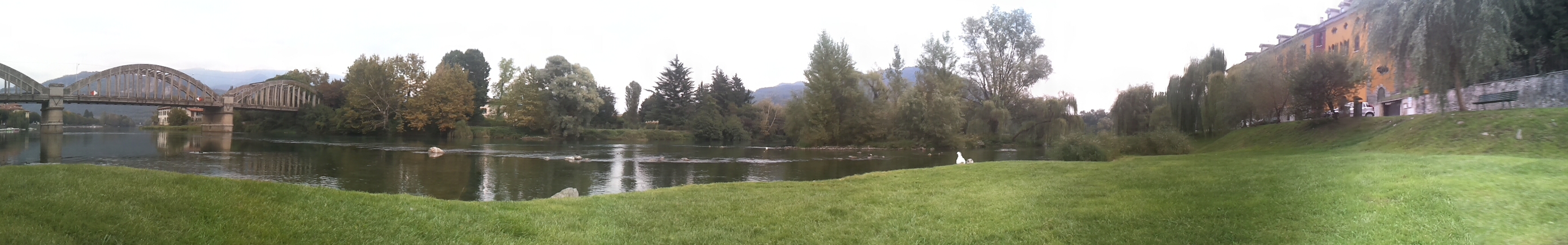
Brivio und Adda (Fluss)

## Söhne & Töchter der Stadt
- Cesare Cantù (1804–1895), italienischer Gelehrter und Schriftsteller.